# بنجامین آپهوف
بنجامین آپهوف دروازه‌بان اهل آلمان است که هم‌اکنون در باشگاه فوتبال فرایبورگ، از باشگاه‌های حاضر در بوندس‌لیگا، اشتغال دارد.

## دوران حرفه‌ای
در ۲۶ اوت ۲۰۱۴، آپهوف به صورت قرضی از نورنبرگ تا پایان فصل ۲۰۱۴–۲۰۱۵ به تیم دوم اشتوتگارت پیوست.
در ۲۵ اکتبر ۲۰۱۴، او اولین بازی خود را برای اشتوتگارت II در بوندس‌لیگا ۳ لیگ مقابل انجام داد. او در ۳۱ اوت ۲۰۱۵ قرارداد دائمی با تیم اول اشتوتگارت امضا کرد.
در پایان فصل ۲۰۱۶-۲۰۱۷، آپهوف از اشتوتگارت جدا شد و به کارلسروهه پیوست و سه سال در این باشگاه مشغول به فعالیت بود.
در ژوئیه ۲۰۲۰، رسانه ها گزارش دادند که آپهوف از  باشگاه فوتبال کارلسروهه در بوندس‌لیگا ۲  به تیم بوندسلیگایی فرایبورگ خواهد پیوست. این انتقال در ماه اوت تایید شد.